# Severská kombinace na Zimních olympijských hrách 1980
V severské kombinaci na Zimních olympijských hrách 1980 v Lake Placid se v severské kombinaci konala soutěž jednotlivců. Místem konání byly skokanské můstky v Lake Placid Olympic Ski Jumping Complex a olympijské sportovní středisko Lake Placid Olympic Sports Complex Cross Country Biatlon Center ve Wilmingtonu.
Již potřetí za sebou se stal olympijským vítězem východoněmecký sdruženář Ulrich Wehling.

## Přehled medailí
| Pořadí | Země                                 | Zlato | Stříbro | Bronz | Celkově |
| ------ | ------------------------------------ | ----- | ------- | ----- | ------- |
| 1.     | Německá demokratická republika (GDR) | 1     | 0       | 1     | 2       |
| 2.     | Finsko (FIN)                         | 0     | 1       | 0     | 1       |
|        | Celkem                               | 1     | 1       | 1     | 3       |

## Medailisté

### Muži
| Disciplína              | Zlato                                                 | Výkon   | Stříbro                          | Výkon   | Bronz                                                 | Výkon   |
| ----------------------- | ----------------------------------------------------- | ------- | -------------------------------- | ------- | ----------------------------------------------------- | ------- |
| Jednotlivci (K95/15 km) | Ulrich Wehling · Německá demokratická republika (GDR) | 432,200 | Jouko Karjalainen · Finsko (FIN) | 429,500 | Konrad Winkler · Německá demokratická republika (GDR) | 425,320 |